# Teuvo Länsivuori
Teuvo Länsivuori, född den 9 december 1945 i Idensalmi, Finland, är en finländsk före detta roadracingförare.

## Roadracingkarriär
Länsivuori gjorde sin debut i Finlands Grand Prix 1969, och blev sedan en toppförare i såväl 250GP, 350GP som 500GP, och slutade på andraplats i de två förstnämnda klasserna 1973 samt tvåa i 500GP 1976, då han körde för Suzuki som stallkamrat till det året världsmästare Barry Sheene. Länsivuori avslutade sin karriär säsongen 1978, efter att ha vunnit åtta Grand Prix under sin karriär.

## Segrar 500GP
| Nr | Grand Prix | År   |
| -- | ---------- | ---- |
| 1  | Sverige    | 1974 |

## Segrar 350GP
| Nr | Grand Prix      | År   |
| -- | --------------- | ---- |
| 1  | Spanien         | 1971 |
| 2  | Västtyskland    | 1973 |
| 3  | Tjeckoslovakien | 1973 |
| 4  | Finland         | 1973 |

## Segrar 250GP
| Nr | Grand Prix | År   |
| -- | ---------- | ---- |
| 1  | Belgien    | 1973 |
| 2  | Finland    | 1973 |